# 克里斯普斯
克里斯普斯（約300年—326年）是罗马皇帝君士坦丁大帝的长子，317年3月到326年期間是羅馬帝國的一位凯撒。克里斯普斯最終被其父親處決。君士坦丁大認為克里斯普斯与他的继母法烏斯塔乱伦。